# Dagens skønhed
Dagens skønhed (originaltitel: Belle de Jour) er en fransk surrealistisk erotisk psykologisk dramafilm fra 1967 instrueret af Luis Buñuel og med Catherine Deneuve, Jean Sorel og Michel Piccoli i hovedrollerne. Filmen er baseret på Joseph Kessels roman Belle de Jour fra 1928 og handler om en ung kvinde, der tilbringer sine eftermiddage midt på ugen som luksusluder, mens hendes mand er på arbejde.
Filmens franske titel Belle de Jour er et ordspil på det franske begreb belle de nuit ("nattens skønhed", dvs. en prostitueret), da hovedpersonen Séverine arbejder om dagen under pseudonymet "Belle de Jour". Hendes kælenavn kan også tolkes som en henvisning til en gruppe blomster i snerlefamilien der kun blomstrer om dagen, og som på fransk kaldes Belle-de-jour, bl.a. jomfruskørt (Convolvulus tricolor).
Dagens sknhed er en af Buñuels mest succesrige og berømte film. Det var Deneuves anden anmelderroste succes efter Pigen med paraplyerne. Ved filmfestivalen i Venedig i 1967 vandt filmen Guldløven og Pasinettiprisen for bedste film.
Filmen havde dansk premiere den 20. november 1967 i Palladium og fik repremiere i Grand den 14. januar 1977.

## Handling
Den unge og smukke husmor, Séverine Serizy, er ude af stand til at dele fysisk intimitet med sin mand, Dr. Pierre Serizy, på trods af deres kærlighed til hinanden. Hendes seksualitet er begrænset til komplicerede fantasier, der involverer dominans, sadomasochisme og bondage. Selvom han er frustreret over hustruens frigiditet over for ham, respekterer han hendes ønsker.
Mens de besøger et skisportssted, møder de to venner, Henri Husson og Renée. Séverine bryder sig ikke om Hussons manerer og den måde han ser på hende. Hjemme i Paris møder Séverine Renée og finder ud af, at deres fælles ven, Henriette, nu arbejder på et bordel. Husson sender roser til hjem til Séverine, der bliver urolig over gestussen. På tennisbanen møder hun Husson, og de to diskuterer Henriette og bordeller. Husson nævner adressen på et bordel af høj kvalitet for Séverine og han fortæller også, at han begærer hende, men Séverine afviser hans tilnærmelser.
Séverine er hjemsøgt af barndomsminder, også et minde om en mand, der ser ud til at røre hende på en upassende måde, og hun besøger det bordel, som Husson nævnte på tennisbanen. Bordellet drives af Madame Anaïs, der giver hende navnet "Belle de Jour". Samme eftermiddag betjener Séverine sin første klient. Til at begynde med reagerer hun modvilligt på Madame Anaïs "faste hånd" og har sex med den fremmede. Efter at have været væk i en uge, vender Séverine tilbage til bordellet og begynder at arbejde fra klokken to til fem hver dag, og vender tilbage til sin intetanende mand om aftenen. En dag kommer Husson for at besøge hende derhjemme, men Séverine nægter at se ham. Alligevel fantaserer hun om at have sex med ham i hendes mands nærvær. Samtidig forbedres Séverines fysiske forhold til sin mand, og hun begynder at have sex med ham.
Séverine møder en ung kriminel, Marcel, som tilbyder hende at udleve hendes fantasier. En dag besøger Husson bordellet, hvor han møder Séverine. Hun beder ham om ikke at fortælle sin mand om hendes hemmelige liv. Han accepterer og afviser hendes tjenester og siger, at han ikke længere er tiltrukket af hende. Séverine beslutter sig for at forlade bordellet med Madame Anaïs' velsignelse, da hun tror, det skyldes, at Marcel bliver mere og mere jaloux og krævende. Efter at en af Marcels håndlangere har fulgt Séverine hjem, besøger Marcel hende og truer med at afsløre hendes hemmelighed for sin mand. Séverine bønfalder ham om at gå, hvilket han gør, og omtaler Séverines mand som "hindringen".
Marcel venter nedenunder, og da Pierre vender hjem, skyder han ham tre gange. Marcel flygter derefter, men bliver skudt og dræbt af politiet. Séverines mand overlever, men er i koma. Politiet kan ikke finde et motiv til drabsforsøget. Nogen tid senere er Séverine hjemme og tager sig af Pierre, som nu er lammet, blind og i kørestol. Husson besøger Pierre for at fortælle ham sandheden om hans kones hemmelige liv; hun forsøger ikke at stoppe ham. Efter Husson er gået, vender Séverine tilbage for at se Pierre græde. I en tvetydig slutning, som antydes at være endnu en af hendes fantasier, stiger Pierre ud af kørestolen, skænker sig en drink og diskuterer ferieplaner med Séverine.

## Medvirkende
- Catherine Deneuve som Séverine Serizy, alias Belle de Jour
- Jean Sorel som Pierre Serizy
- Michel Piccoli som Henri Husson
- Geneviève Page som Madame Anaïs
- Pierre Clémenti som Marcel
- Françoise Fabian som Charlotte
- Macha Méril som Renée
- Maria Latour som Mathilde
- Marguerite Muni som Pallas
- Francis Blanche som Monsieur Adolphe
- François Maistre som professoren
- Georges Marchal som Hertugen
- Francisco Rabal som Hyppolite

## Produktion
Filmen blev indspillet i Paris mellem 10. oktober 1966 og 12. december 1966.

### Kostumer
Det meste af Deneuves tøj i garderobe er designet af Yves St. Laurent og Roger Vivier.

## Udgivelse

### Anmeldernes modtagelse af filmen
På webstedet Rotten Tomatoes er Dagens skønhed givet en "approval rating" på 95 % baseret på 60 anmeldelser, med en gennemsnitlig vurdering på 8,6/10. Hjemmesidens kritikeres konsensus lyder: "Den strålende indspillede Dagens skønhed rammer en, selvom de modstår de lette fortolkninger." Roger Ebert fra RogerEbert.com gav filmen 4 stjerner ud af 4 og inkluderede den på sin liste over store film.

### Priser og nomineringer
| År   | Pris                                                     | Modtager          | Resultat  |
| ---- | -------------------------------------------------------- | ----------------- | --------- |
| 1967 | Filmfestivalen i Venedig Guldløven                       | Luis Buñuel       | Vundet    |
| 1967 | Filmfestivalen i Venedig Pasinettiprisen for bedste film | Luis Buñuel       | Vundet    |
| 1968 | Bodilprisen for bedste europæiske film                   | Luis Buñuel       | Vundet    |
| 1968 | Franske filmanmelderes pris for bedste film              | Luis Buñuel       | Vundet    |
| 1969 | BAFTA Award for bedste kvindelige hovedrolle             | Catherine Deneuve | Nomineret |